# Blåvand Zoo
Blåvand Zoo is een dierentuin in de Deense badplaats Blåvand. De dierentuin is geopend in 1992 en is particulier eigendom. De dierentuin bestaat uit ongeveer 80 diersoorten verdeeld over 400 dieren. Als eerste dierentuin in Denemarken ontving Blåvand Zoo in november 2009 twee witte leeuwen.. Enkele andere diersoorten in het park zijn onder andere wasberen, Euraziatische lynxen, servals, wisenten, kamelen, Noordelijke hoornraven en rode vari's.